# Kuber
Khan Kùber (in bulgaro Хан Кубер?) (prima del 650 – dopo il 705) fu un sovrano proto-bulgaro attivo nei territori dells Pannonia e della Macedonia tra la seconda metà del VII secolo e l'inizio del VIII secolo.
Fondatore della cosiddetta Bulgaria di Kuber (Kuberova Bâlgarija) - situata nell'odierna Macedonia del Nord - è tradizionalmente considerato figlio di Khan Kubrat, fratello di Khan Asparukh e membro del clan Dulo. Tuttavia, secondo alcuni storici bulgari, Kuber sarebbe stato nipote di Kubrat, poi adottato da lui.

## Origini
Secondo il cronista bizantino Teofane Confessore, il quarto figlio - anonimo - di Kubrat, che lasciò la steppa pontico-caspica dopo la morte del padre intorno al 642, divenne "suddito del [Khanato] degli Avari nella Pannonia degli Avari e vi rimase con il suo esercito".
Secondo la teoria accademica, proposta per la prima volta dallo storico bulgaro Vasil Zlatarski, Kuber fosse il quarto figlio di Kubrat, il sovrano cristiano dei Proto-bulgari onoguri stanziati a nord del Mar Nero. La sua viccenda prosegue nel secondo libro dei Miracoli di San Demetrio, - un'opera agiografica, in lingua greca, redatta a Salonicco negli anni '80-'90 del VII secolo - che narra gli eventi miracolosi attribuiti a San Demetrio, patrono della città. Lo storico Denis Sinor riferisce che Il Khanato degli Avari affidò a Kuber e al suo seguito il governo dei discendenti di prigionieri cristiani bizantini di guerra, nei pressi dell'ex provincia romana di Pannonia Sirmiensis. Tuttavia, il popolo di Kuber liberò presto i prigionieri e li condusse a sud, verso l'odierna Macedonia del Nord.
Lo storico statunitense John Van Antwerp Fine Jr. suggerisce che, qualora la teoria di Zlatarski fosse corretta, Kuber sarebbe chiamato con il nome del padre, essendo Kuber e Kubrat molto probabilmente le versioni greche dello stesso nome proto-bulgaro. Secondo altre ipotesi invece, Kuber sia solo un riferimento al ramo di Asparukh dei Cabari dal clan di Kubrat Dulo, dove "Kubi-ar" indicherebbe "capelli biondi". Un’ulteriore teoria, avanzata da ricercatori croati, propone che i cinque figli di Kubrat corrispondessero ai cinque fratelli della Croazia bianca che conquistarono Avaria nel 677 - in questo scenario Kuber sarebbe da identificare con Chrobatos (Χρωβάτος).

## Nella Pannonia degli Avari

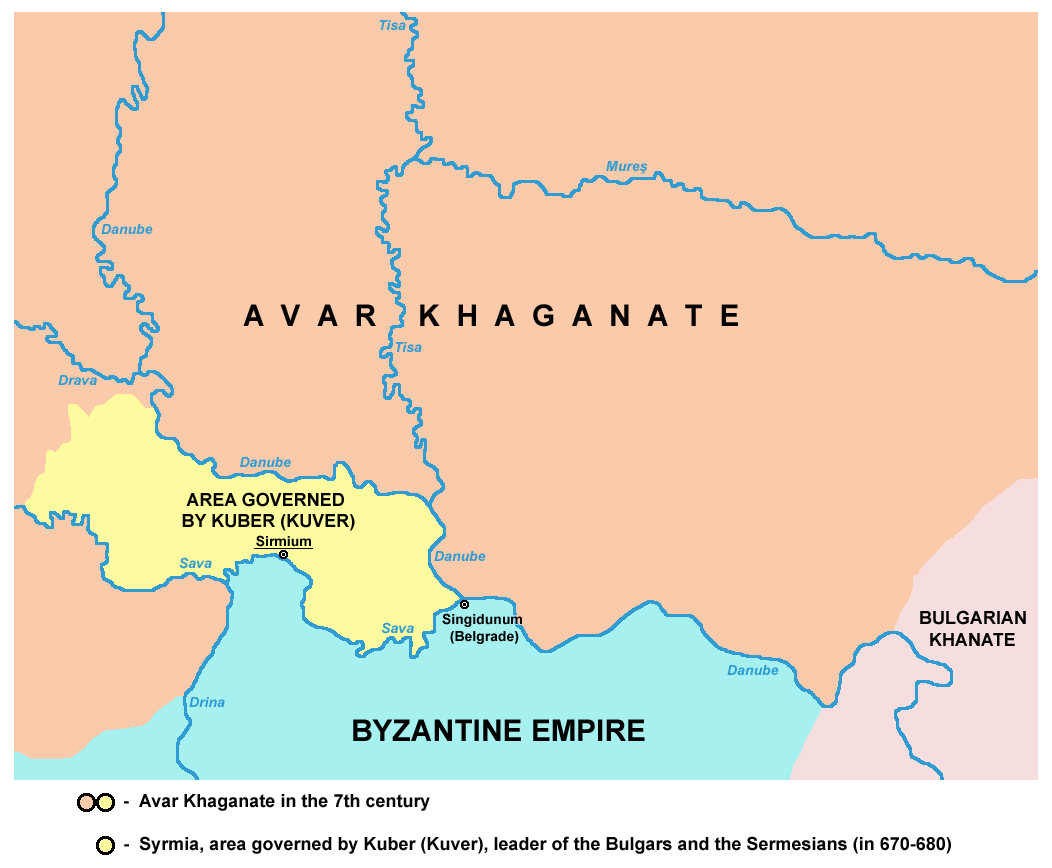
Sirmia, la regione governata da Kuber nel Khanato degli Avari.

Dopo la disintegrazione della Grande Bulgaria di Kubrat - situata nell'odierna Ucraina - Kuber e una parte dei Proto-bulgari si stabilirono nei territori dell'ex provincia romana della Pannonia, in Macedonia e attintorno a Sirmia. Kubrat riconobbe l'autorità del Khanato degli Avari, diventandone vassallo. In quel contesto, si mescolò con i sudditi del khanato, tra cui vi erano numerosi prigionieri bizantini e slavi, e Ffu nominato governatore dal Khaghan. Secondo lo storico Samuel Szádeczky-Kardoss, che riconosce Kuber come figlio di Kubrat e membro quindi del clan reale Dulo, il Khagan lo avrebbe designato governatore proprio per isolarlo dai suoi seguaci proto-bulgari, giunti con lui dalle steppe pontiche. 
I suoi sudditi si autodefinivano Sermesianoi (sirmiasini), mentre i Bizantini li classificavano semplicemente come "Proto-bulgari". Pur essendo stati deportati circa sessant’anni prima nel Khanato degli Avari, i Sermesianoi conservarono le loro tradizioni cristiane e sognavano il ritorno alle terre degli avi. Kuber, facendo leva su questi sentimenti, organizzò una ribellione contro il khagan, come riporato dai Miracoli di San Demetrio. Gli storici moderni collocano la rivolta tra gli anni '70 e primi anni '80 del VII secolo.Nonostante i tentativi di rovesciare il potere avaro, il colpo di Stato fallì. Tuttavia, circa 70.000 Sermesianoi si unirono ai proto-bulgari di Kuber e si diressero a sud, verso l'Impero bizantino. Il khagan cercò di bloccare la fuga, ma i ribelli gli inflissero cinque o sei sconfitte consecutive, riuscendo infine ad attraversare il fiume Danubio.

## Nella Macedonia bizantina

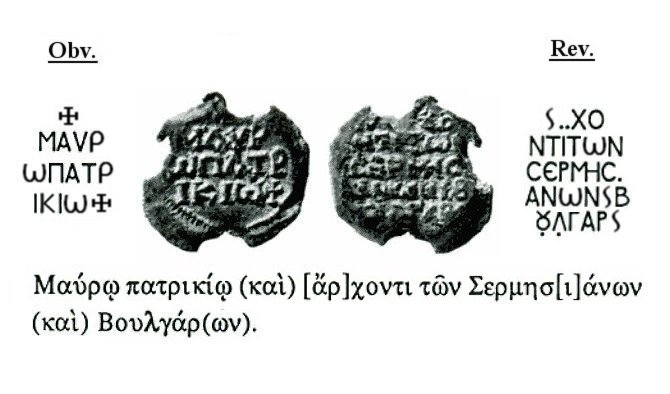
Il Sigillo di Mauro, uno dei principali collaboratori di Kuber, dal 684 al 685 d.C. L'iscrizione dice: "Di Mauro, patrizio e arconte dei Sermesianoi e dei bulgari".

Kuber e il suo popolo si trasferirono nella regione di Salonicco. Egli decise di stabilirsi, insieme ai Sermesianoi, in una pianura e inviò un emissario all'imperatore bizantino (non identificato nei Miracoli di San Demetrio) per chiedere permesso di insediamento. L'imperatore concesse l'autorizzazione e ordinò alla vicina tribù slava dei Dragobiti di rifornire di cibo viveri Kuber e il suo popolo. Tuttavia, il popolo di Kuber manifestò la volontà di tornare alle terre ancestrali e iniziò a disperdersi. Temendo il declino della propria autorità, Kuber chiese all'imperatore di impedire ai Sermesianoi di abbandonare la pianura e di confermare la sua posizione di sovrano su di loro. La richiesta sembra essere stata respinta, poiché nel 680 Kuber tentò di impadronirsi di Salonicco e delle terre bizantine circostanti, approfittando della guerra civile in città. Testimonianza di ciò è il Sigillo di Mauro, un sigillo in piombo appartenente a un suo comandante, dedicato al "patrizio ed arconte dei Sermesianoi e dei bulgari". Secondo l'agiografia di San Demetrio di Tessalonica, il santo riuscì a smascherare gli ufficiali di Kuber che stavano per aprire le porte della città, impedendone l'occupazione.

## La Bulgaria di Kuber

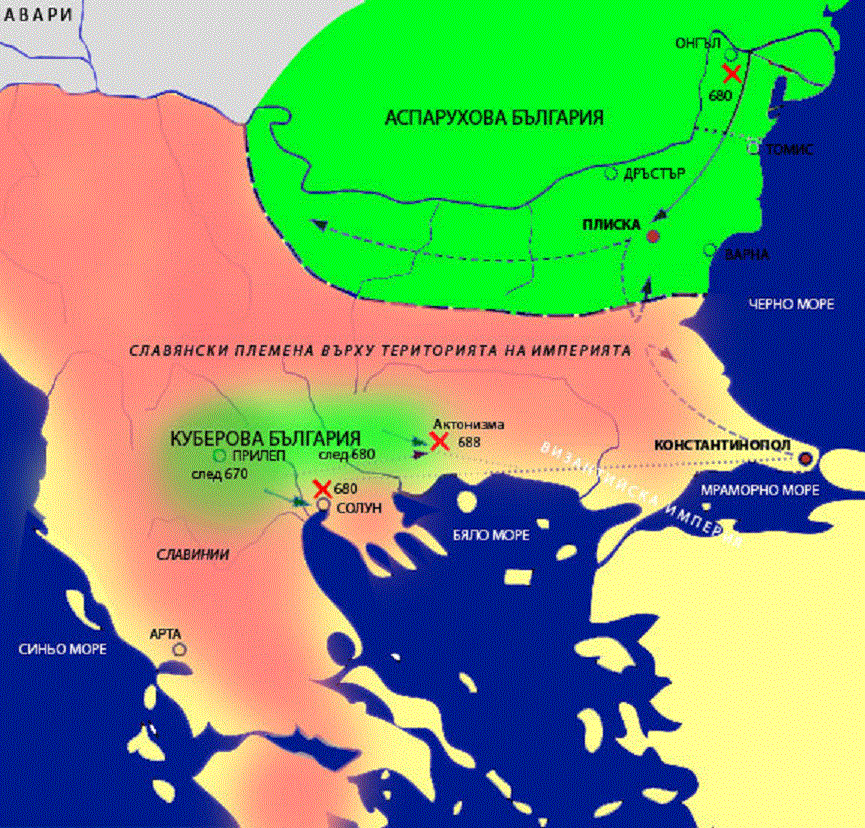
La Bulgaria di Kuber

Dopo il fallito tentativo di fondare uno stato centrato su Salonicco, secondo lo storico bulgaro Vassil Zlatarski, attorno al 687 alcuni dei Proto-bulgari di Kuber migrarono verso le regioni lungo il fiume Struma, a est di Struma, e nei Monti Rodopi. In questa nuova sede, Kuber fondò uno stato nella Macedonia bizantina, conosciuto come Bulgaria di Kuber, che coesisteva parallelamente al Primo Impero bulgaro fondato da Khan Asparukh.
Nel 689, l'imperatore bizantino Giustiniano II, di ritorno a Costantinopoli dopo una campagna contro le tribù slave attorno a Salonicco, cadde in un'imboscata e fu sconfitto dai Proto-bulgari di Kuber.
Qualche anno dopo, nel 705, il figlio di Asparukh, Tervel, cooperò con i suoi "zii nella regione di Salonicco" contro l'imperatore bizantino Giustiniano II Rinotmeto, come indicato nell'epigrafe incisa sulla roccia del Cavaliere di Madara - l'unico bassorilievo rupestre in Europa dell'Alto Medioevo. Si presume che «gli zii» di Khan Tervel «nella terra inferiore», fossero Khan Kuber e i suoi Proto-bulgari. 
Dopo questi eventi, le fonti scritte cessano di menzionare Kuber.
Le ricerche archeologiche condotte nel territorio dell'odierna Macedonia del Nord hanno evidenziato una significativa presenza proto-bulgara. Nell'808, durante il regno di Khan Krum, che secondo alcuni sarebbe un discendente del ramo di Kuber del clan Dulo, le truppe bulgare raggiunsero Serres. 
Successivamente, nel 836, la campagna militare di Khan Pressian portò i bulgari alla conquista di Kavala, nella Macedonia Orientale, segnando l'integrazione definitiva delle terre bulgare di Kuber nel Primo Impero bulgaro. 
Nel 930, gli eredi di Kuber pateciparono alla congiura di Michele, primogenito di Simeone I il Grande, contro il fratello Pietro. Dopo la morte di Michele gran parte dei suoi sostenitori fu costretta a lasciare i confini dello stato bulgaro e si stabilì a Nicopoli, nei pressi di Arta, nell'attuale distretto di Prevesa, nella regione dell'Epiro meridionale, affacciata sul Mar Adriatico.
L'archeologo macedone Ivan Mikulčić attribuisce al popolo di Kuber i tesori rinvenuti a Vrap (oggi parte nel Municipio di Tirana) e a Ersekë (oggi frazione del comune di Kolonjë, in Albania). Secondo Mikulčić, questi reperti - tra cui fortificazioni, sigilli amuleti e ceramiche - confermano la presenza proto-bulgara non solo nella Macedonia del Nord, ma anche nell'Albania orientale.

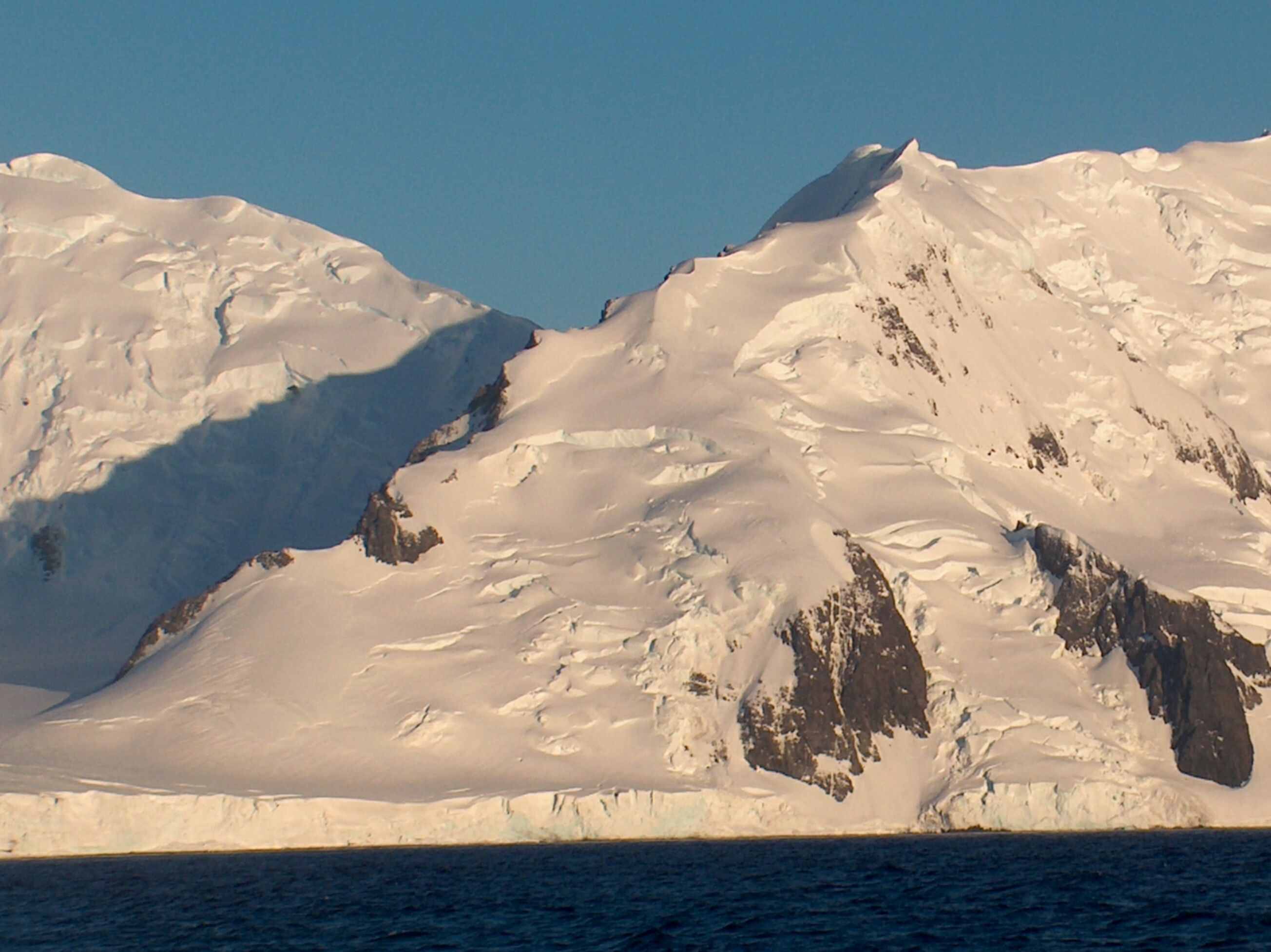
il Kuber Peak è un picco roccioso alto 770 m, situato nel Delchev Ridge, nei Monti Tangra, sull'Isola Livingston, delle Isole Shetland Meridionali, in Antartide. Il picco si affaccia sul Ghiacciaio Magura a sudovest, sul Ghiacciaio Dobrudzha a sudest e sul Ghiacciaio Iskar a nord.

I reperti e gli oggetti appartenenti ai tesori rinvenuti mostrano somiglianze con altri tesori proto-bulgari provenienti dalla Bulgaria del Danubio (il Primo Impero bulgaro) e dalla Grande Bulgaria. Tra questi figurano quelli associati a Kubrat e Asparukh, rinvenuti rispettivamente nei villaggi ucraini di Mala Perescepina (Oblast' di Poltava) e Voznesenka (nell'attuale regione di Zaporižžja). Altri esempi includono il tesoro aureo di Sânnicolau Mare (Sânnicolau Mare, Romania), il Tesoro di Preslav (Preslav, Bulgaria) e i reperti archeologici della regione di Pliska-Madara-Šumen (Bulgaria).

## Eredità
Il Kuber Peak, un picco roccioso alto 770 metri, situato nel Delchev Ridge dei Monti Tangra, sull'Isola Livingston nelle Isole Shetland Meridionali, in Antartide, prende il nome di Kuber.

### Fonti primarie
- (EN) Cyril Mango e Roger Scott, The Chronicle of Theophanes Confessor. Byzantine and Near Eastern History, AD 284-813, Oxford, Oxford University Press, 1997, ISBN 0-19-822568-7.

### Fonti secondarie
- (PL) Alina Brzóstkowska e Wincenty Swoboda, Testimonia najdawniejszych dziejów Słowian: Seria Grecka [Testimonianze della storia antica degli Slavi: la serie greca], Zakład Narodowy im. Ossolińskich, 1989, ISBN 978-83-04-02610-0.
- (EN) Florin Curta, The Making of the Slavs: History and Archaeology of the Lower Danube Region, c. 500–700, Cambridge, Cambridge University Press, 2001, ISBN 978-11-39-42888-0.
- (EN) Florin Curta, Southeastern Europe in the Middle Ages, 500-1250, Cambridge, Cambridge University Press, 2006, ISBN 978-0-511-81563-8.
- (EN) John Van Antwerp Jr. Fine, The Early Medieval Balkans: A Critical Survey from the Sixth to the Late Twelfth Century, Ann Arbor, University of Michigan Press, 1991, ISBN 0-472-08149-7.
- (EN) Dennis P. Hupchik, The Balkans. From Constantinople to Communism, Palgrave MacMillans, 2002, ISBN 978-03-12-21736-5.
- (MK) Ivan Mikulčić, Средновековни градови и тврдини во Македонија [Città e castelli medievali nella Macedonia del Nord], Makedonska akademija na naukite i umetnostite, 1996, ISBN 9989-649-08-1.
- (PL) Wojciech Szymański e Elżbieta Dąbrowska, Awarzy. Węgrzy [Avari. Ungari], Ossolineum, 1979.
- (EN) Samuel Szádeczky-Kardoss, The Avars, in Denis Sinor, The Cambridge History of Early Inner Asia, vol. 1, Cambridge University Press, 1990,  pp. 206-228, ISBN 978-05-21-24304-9.